# Thysanoserolis elliptica
Thysanoserolis elliptica är en kräftdjursart som först beskrevs av Mrs. Sheppard 1933.  Thysanoserolis elliptica ingår i släktet Thysanoserolis och familjen Serolidae. Inga underarter finns listade i Catalogue of Life.